# هروس
هروس (به اسپانیایی: Hervás) یک منطقهٔ مسکونی در اسپانیا است که در استان کاسرس واقع شده‌است. هروس ۶۰ کیلومتر مربع مساحت دارد ۶۸۸ متر بالاتر از سطح دریا واقع شده‌است.